# 頭孢洛扎/塔唑巴坦
頭孢洛扎/塔唑巴坦（英語：Ceftolozane/tazobactam）以Zerbaxa品牌於市面上銷售，是一種固定劑量複方抗生素藥物，用於治療成人複雜性泌尿道感染、複雜性腹腔內感染與呼吸器相關細菌性肺炎。
使用後最常見的副作用有噁心、頭痛、便秘、腹瀉和發燒。
頭孢洛扎是一種頭孢菌素抗生素，被開發用於治療對常規抗生素具抗藥性的革蘭氏陰性菌感染。它屬於更廣泛，稱為β-內酰胺類的抗生素類別。其作用是干擾細菌建構其細胞壁所需的分子，而導致細胞壁脆弱，容易崩潰，最終因而死亡。
塔唑巴坦可阻斷稱為β-內醯胺酶的細菌酵素作用。這類酵素能夠分解β-內醯胺抗生素（如頭孢洛扎），導致細菌對抗生素具抗藥性。塔唑巴坦透過阻斷這些酵素的作用，讓頭孢洛扎發揮作用。
頭孢洛扎與塔唑巴坦（一種β-內酰胺酶抑制劑）結合使用，可防止頭孢洛扎遭細菌分泌的β-內酰胺酶降解。
藥物經由靜脈輸注方式給藥。
此藥物於2014年12月經美國食品藥物管理局（FDA）核准用於醫療用途，並於2015年9月在歐盟被批准用於醫療用途，已被納入世界衛生組織基本藥物標準清單之中。

## 醫療用途
頭孢洛扎/塔唑巴坦適於治療某些病原細菌引起的成人感染，例如：
- 複雜性腹腔內感染、[4][5]
- 急性腎盂腎炎（英语：pyelonephritis）、[4][5]
- 複雜性泌尿道感染。
- 院內感染性肺炎（英语：Hospital-acquired pneumonia）和呼吸器相關細菌性肺炎（英语：ventilator-associated bacterial pneumonia）（HABP/VABP）[5]

## 化學結構
頭孢洛扎含有7-氨基噻二唑，可增強抗革蘭氏陰性菌的活性，還含有烷肟基，為藥物提供穩定性，使其不易被β-内酰胺酶分解。 頭孢洛扎還具有二甲基乙酸部分，有助於增強對抗綠膿桿菌的活性。
塔唑巴坦是一種青黴素類磺胺β-內醯胺酶抑制劑，可防止β-內醯胺酶對β-內醯胺分子醯胺鍵的水解。

## 作用機轉
頭孢洛扎透過抑制細菌所需的青黴素結合蛋白(PBP) 而發揮對易感革蘭氏陰性菌和革蘭氏陽性菌的殺菌作用，前述PBP是細菌細胞壁合成肽聚醣交聯所需，而能抑制細胞壁合成，最終導致細胞死亡。頭孢洛扎是綠膿桿菌和大腸桿菌PBP的抑制劑。
塔唑巴坦是最常見，對A類和C類β-內醯胺酶的有效抑制劑。由於塔佐巴坦與青黴素結合蛋白的親和力不高，因此幾乎沒臨床相關的體外抗菌活性。然而它是一些β-內醯胺酶（某些青黴素酶和頭孢菌素酶）的不可逆抑制劑，並可與一些染色體和質體介導的細菌β-內醯胺酶結合為共價鍵。
添加塔佐巴坦，可增強頭孢洛扎的治療活性，能夠更廣泛的針對細菌感染和抗藥性細菌發揮作用。

## 藥物動力學

### 吸收與分佈
頭孢洛扎和塔唑巴坦的組合可以2:1的固定形式配置（例如1.5克劑量的頭孢洛扎/塔佐巴坦含有1克頭孢洛扎和500毫克塔唑巴坦成分）。此藥物經由靜脈輸注方式給藥。輸注60分鐘後即會出現最大血藥濃度。 頭孢洛扎與人類血漿蛋白的結合率約為16%至21%，而塔唑巴坦的結合率約為30%。健康成年男性單次接受1.5克劑量後，頭孢洛扎的平均穩態分佈容積為13.5升，塔唑巴坦的平均穩態分佈容積為18.2升，與細胞外液體積相似。此藥物的組織分佈迅速，並且對肺部具有良好的滲透性，使其成為治療細菌性肺炎的理想藥物。

### 代謝與消除
頭孢洛扎的代謝和排泄與大多數β-內醯胺類抗菌劑相似，它不會發生顯著的代謝，主要以原形經由尿液排出。塔唑巴坦部分被轉化為無活性代謝物，也經由尿液排出（其中80%為原形藥物）。
頭孢洛扎的生物半衰期為2.5-3.0小時，塔唑巴坦的約為1.0小時。兩種藥物的清除率與使用者的腎功能成正比。塔唑巴坦主要透過腎小管主動排泄。頭孢洛扎主要透過腎小球濾過消除，導致頭孢洛扎與塔唑巴坦兩者間不會交互作用。

## 活性
五項針對歐洲和北美分離株的監測研究，檢查頭孢洛扎/塔唑巴坦的in vitro（生物體之外）活性，在這些研究中，藥物有顯著抗綠膿桿菌活性 - 綠膿桿菌菌是院內感染常見原因，通常具有多重抗藥性。因此對感染多重抗藥性綠膿桿菌，且對傳統一線藥物反應不佳的患者來說，頭孢洛扎/塔唑巴坦是一重要選項。

## 不良反應
使用此藥物，與單獨使用頭孢洛扎、頭孢他啶或是美羅培南比較，顯示人體對於頭孢洛扎有較佳的耐受性。臨床試驗中最常見的副作用 (發生率達5%或以上) 包括噁心、腹瀉、頭痛和發燒。

## 禁忌症
使用此藥物尚未發生既定的禁忌症。然而對於對青黴素類衍生產品、頭孢菌素類抗生素或廣譜β-内酰胺酶抑制劑過敏的患者，使用時需注意過敏反應的問題。

## 交互作用
根據先前的試驗數據和正在進行的臨床試驗，沒發現顯著的藥物-藥物或食物-藥物交互作用與頭孢洛扎/塔唑巴坦給藥有關。然而在進一步的藥物交互作用得到完全闡明之前，與頭孢菌素類抗菌劑和β-內酰胺酶抑制劑觀察到的相似藥物交互作用應被視為潛在的相互作用。此外，由於藥物會在腎功能不全的使用者體內蓄積，因此在將頭孢洛扎/塔唑巴坦與其他經腎臟消除的藥物合用時能可能會發生腎毒性，應予謹慎。

## 化學合成
藥業Cubist Pharmaceuticals（後被默克藥業收購）的研究人員發現且開發一種基於硫酸鈀偶聯反應的頭孢洛扎硫酸鹽合成法，其中使用頭孢菌素核心結構，此為一種化學製作頭孢菌素抗生素的重大進展，這個化學反應適用於整個頭孢菌素類抗生素家族的製作。偶聯反應的關鍵要素是使用設計的缺電子亞磷酸酯配體，同時添加外源性氯化物清除劑，透過氯化鉀的原位沉澱發揮作用。這項流程僅在專利文獻中描述。

## 歷史
頭孢洛扎/塔唑巴坦合併甲硝唑用於治療複雜性腹腔內感染 (cIAI) 的療效是在一項有979名成人參與的臨床試驗所確定。參與者被隨機分配接受頭孢洛扎/塔唑巴坦加上甲硝唑，或是加上美羅培南治療。結果顯示與甲硝唑的聯合使用可有效治療cIAI。
使頭孢洛扎/塔唑巴坦治療複雜性泌尿道感染(cUTI) 的療效是在一項包含1,068成人參與者的臨床試驗中所確定，患者被隨機分配接受頭孢洛扎/塔唑巴坦，或是左氧氟沙星治療。結果證明前者可有效治療cUTI。
在三項主要研究中顯示此藥物在治療感染方面至少與其他抗生素一樣有效。
在一項研究中的1,083名參與者，他們大多患有腎臟感染，其中一些也患有複雜的泌尿道感染。使用頭孢洛扎/塔唑巴坦的患者，成功治愈的比例約為85%（340例中的288例），而在使用左氧氟沙星的抗生素的病例中，治癒比例為75%（353例中的266例）。
第二項研究包含有993名罹患複雜腹腔內感染的參與者，進行使用頭孢洛扎/塔唑巴坦與使用美羅培南的療效比較。兩種藥物共治癒94%的參與者（375名參與者中的353名使用頭孢洛扎/塔唑巴坦，另外399名參與者中的375名使用美羅培南）。
第三項研究包含有726名罹患呼吸器相關細菌性肺炎的參與者。研究發現使用頭孢洛扎/塔唑巴坦至少與使用美羅培南一樣有效：在使用前者治療7至14天後，54%的參與者（362人中的197人）的感染得到緩解，相較之下，使用後者有53%的參與者（362人中的194人）的感染得到緩解。